# Seznam ministrů pro sjednocení zákonů a organisace správy Československa
Toto je seznam ministrů pro sjednocení zákonů a organisace správy:
První republika
| č.  |  | ministr          | fotografie | strana      | funkční období                     | vláda                                                                           |
| --- |  | ---------------- | ---------- | ----------- | ---------------------------------- | ------------------------------------------------------------------------------- |
| 1.  |  | Milan Hodža      |            | SNS SNaRS   | 8. července 1919 – 25. května 1920 | Tusar I.                                                                        |
| 2.  |  | Vavro Šrobár     |            | SNaRS       | 25. května 1920 – 15. září 1920    | Tusar II.                                                                       |
| 3.  |  | Vladimír Fajnor  |            | SNaRS       | 15. září 1920 – 26. září 1921      | Černý I.                                                                        |
| 4.  |  | Ivan Dérer       |            | ČSDSD       | 26. září 1921 – 7. října 1922      | Beneš                                                                           |
| 5.  |  | Ivan Markovič    |            | ČSDSD       | 7. října 1922 – 9. prosince 1925   | Švehla I.                                                                       |
| 6.  |  | Lev Winter       |            | ČSDSD       | 9. prosince 1925 – 5. ledna 1926   | Švehla II.                                                                      |
| 7.  |  | Ivan Dérer       |            | ČSDSD       | 5. ledna 1926 – 18. března 1926    | Švehla II.                                                                      |
| 8.  |  | Juraj Slávik     |            | RSZML       | 18. března 1926 – 12. října 1926   | Černý II.                                                                       |
| 9.  |  | Milan Hodža      |            | RSZML       | 12. října 1926 – 15. ledna 1927    | Švehla III.                                                                     |
| 10. |  | Marek Gažík      |            | HSĽS        | 15. ledna 1927 – 1. února 1929     | Udržal I.                                                                       |
| 11. |  | Ľudovít Labaj    |            | HSĽS        | 1. února 1929 – 8. října 1929      | Udržal I.                                                                       |
| 12. |  | Antonín Štefánek |            | RSZML       | 8. října 1929 – 7. prosince 1929   | Udržal I.                                                                       |
| 13. |  | Jan Šrámek       |            | ČSL         | 7. prosince 1929 – 22. září 1938   | Udržal II. Malypetr I. Malypetr II. Malypetr III. Hodža I. Hodža II. Hodža III. |
| 14. |  | Josef Fritz      |            | bezpartijní | 22. září 1938 – 4. října 1938      | Syrový I.                                                                       |

Druhá republika
| č.  |  | ministr             | fotografie | strana      | funkční období od - do            | vláda      |
| --- |  | ------------------- | ---------- | ----------- | --------------------------------- | ---------- |
| 15. |  | Vladimír Fajnor     |            | bezpartijní | 4. října 1938 – 14. října 1938    | Syrový II. |
| 16. |  | Ladislav Feierabend |            | RSZML       | 14. října 1938 – 1. prosince 1938 | Syrový II. |

Třetí republika
| č.  |  | ministr        | fotografie | strana | funkční období od - do            | vláda       |
| --- |  | -------------- | ---------- | ------ | --------------------------------- | ----------- |
| 17. |  | Mikuláš Franek |            | DS     | 2. července 1946 – 25. února 1948 | Gottwald I. |

Komunistický režim
| č.  |  | ministr      | fotografie | strana  | funkční období od - do            | vláda                  |
| --- |  | ------------ | ---------- | ------- | --------------------------------- | ---------------------- |
| 18. |  | Vavro Šrobár |            | SS (NF) | 25. února 1948 – 6. prosince 1950 | Gottwald II. Zápotocký |